# انتصار الميالي
انتصار الميالي (1972) عراقية ناشطة في مجال حقوق المرأة والطفل وحرية التعبير ، كاتبة وصحفية حرة في عدد من الصحف والمجلات والمواقع الالكترونية، مستشار سابق في مكتب لجنة العلاقات والمجتمع المدني في مجلس محافظة النجف الاشرف. 

## حياتها
هي امرأة عراقية ولدت في أرض فراتية، اسمها قضاء الحمزة الشرقي التابع لمحافظة القادسية، عاشت طفولة صعبة في ظروف صعبة بسبب صعبة بسبب توجه عائلتها اليساري فهي أبنة لوالدين ملتزمين بمبادئهم وحبهم للشعب والوطن، الام فلاحة ومناضلة شيوعية والاب شيوعي ومعلم مهني. 
نشأت في محافظة النجف الاشرف، وأكملت فيها دراستها الابتدائية والمتوسطة، ولم تكمل دراستها الجامعية بسبب حرب الخليج الثانية عام 1991، وبدأت نشاطها المدني والإنساني التطوعي في النجف بعد عام 2003، وانخرطت للعمل في مجالات كثيرة، وقررت عام 2012 إكمال دراستها في بغداد، واختارت المجال العلمي الذي تحبه وهو "الفن التشكيلي"، وهي الآن حاصلة على الدبلوم من معهد الفنون الجميلة وبتفوق.
اختارت ان ترفع صوتها عاليا للدعوة لسن قوانين العدالة والمساواة للجميع. وفي لقاء لها مع أحد الصحف قالت: " اريد ان أصل الى الانسانة التي تنعم بالاستقرار والحماية والحياة الامنة، اريد ان اشعر واتمتع بحقوقي كأي مواطنة عراقية تستحق ان يكون لها سكن ملائم وعمل مناسب وحرية أكبر في العيش بكرامة "

## المناصب التي شغلتها
عملت كعضو فاعل في عدد من المنظمات النسوية والإنسانية وشاركت في تأسيس عدد من الشبكات والتحالفات والتجمعات المدنية للدفاع عن الدستور وحقوق المرأة. وشغلت الكثير من المواقع القيادية والإدارية وعضو في عدد من الاتحادات المهنية والنقابية وفي اختصاصات متنوعة ( إعلامية وأدبية وفنية ).
- سكرتيرة رابطة المرأة العراقية / فرع النجف سابقا للفترة من 2005 - 2011.
- مديرة مركز الاستماع والإرشاد القانوني سابقا للفترة من 2008 - 2010.
- النائب الثاني لرئيس مجلس السلم والتضامن / النجف للفترة من 2007 - 2011.
- نائب مدير مجلس إدارة جمعية بحر النجف لتطوير الأسر الريفية / النجف سابقا للفترة من 2009- 2012.
- عضو جمعية الرافدين لحقوق الإنسان في العراق / النجف.
- عضو تجمع سيداو مكتب النجف.
- كاتبة وناشطة في حقوق المرأة / قسم المرأة لمركز المجتمع المدني / بابل وحائزة على شهادات تقديرية .
- عضو سابق في تجمع كلنا عراق / بغداد.
- عضو سابق في اتحاد الصحفيين العراقيين فرع النجف.
- عضو سابق في الهيئة الإدارية في المكتب التنسيقي لمنظمات المجتمع المدني في النجف لدورتين. والنائب الثاني للمنسق العام في المكتب التنسيقي ومسؤولة لجنة المرأة والطفل فيه سابقا.
- عضو سابق في ائتلاف منظمات المجتمع المدني في العراق والنائب الأول لرئيس فرع النجف سابقا.
- عضو اتحاد الأدباء والكتاب فرع النجف.

## جوائزها
حصدت الناشطة النسوية العراقية أنتصار الميالي، جائزة حقوق الانسان والديمقراطية بير أنغير (بالأنجليزية The Per Anger Prize) للعام 2020 المقدمة من قبل الحكومة السويدية لدورها المؤثر والبارز في الانشطة الإنسانية والمدنية وتثميناً للعطاء المقدم من قبلها في حقوق الانسان، ومشاركتها في الاحتجاجات العراقية كصوت داعم للحرية والديمقراطية وشجاعتها في تعزيز الحق بحرية التعبير عن الرأي رغم كل التحديات والمصاعب التي واجهتها. 

## رابطة المرأة العراقية
منظمة نسوية جماهيرية ديمقراطية ومسجلة في دائرة المنظمات غير حكومية، تضم نساء العراق على اختلاف طبقاتهن واتجاهاتهن السياسية ومعتقداتهن الدينية. تأسست الرابطة في 10 آذار 1952 في بغداد كان اسمها الأول ( رابطة الدفاع عن حقوق المرأة العراقية ) وتعتبر من المنظمات النسوية العريقة وتعمل من اجل تحقيق أهدافها في:
1- النضال من اجل السلم والتحرر الوطني والديمقراطية
2- النضال من اجل حقوق المرأة ومساواتها.
3- النضال من اجل حماية الطفولة وسعادتها.
للرابطة فروع في (12) محافظة عراقية وكذلك لديها فروع في أوربا وأميركا واستراليا وتعقد الرابطة مؤتمراتها الانتخابية كل سنتين ومعظم عضوات الرابطة متطوعات في المنظمة، وساهمت الرابطة في تشكيل عدد من الشبكات والتحالفات النسوية كجزء من نضالها ورسالتها لتوحيد الجهود النسائية لتكوين قوة مدافعة وضاغطة على صناع القرار.